# Betrouwbaarheid (informatie)
Betrouwbaarheid van informatie is de mate waarin erop vertrouwd kan worden dat de informatie feitelijk waar en relevant is.
De betrouwbaarheid van media wordt afgemeten aan de betrouwbaarheid van informatie verkregen via die media. In de praktijk integreren mensen betrouwbaarheid en relevantie van mediaberichten tot een subjectief ervaren betrouwbaarheidsgevoel.
De betrouwbaarheid van informatie kan gecontroleerd worden door:
- De auteur en uitgever te controleren
- De relevantie te bekijken
- Het doel van de informatie te bepalen
- Eventuele bronvermelding te checken
- Grammatica en spelling te controleren

Door dit rijtje af te gaan bij het bepalen van de betrouwbaarheid kan er een redelijk goede indicatie voor de betrouwbaarheid gecreëerd worden.